# وپس‌ها
وپس‌ها یا وپسی‌ها (وپس: vepsläižed)، یک قوم فینی هستند که به زبان وپس، که متعلق به شاخه فینی زبان‌های اورالی است، گفتگو می‌کنند.
مطابق سرشماری سال ۲۰۰۲، ۸٬۲۴۰ وپس در روسیه وجود داشت. از ۲۸۱ وپس ساکن اوکراین تنها ۱۱ نفر به زبان ویپسی صحبت کردند (سرشماری ۲۰۰۱ اوکراین).